# ニコニコレンタカー
ニコニコレンタカーは、株式会社レンタスが展開するレンタカーFCチェーンのブランドである。

## 概要
株式会社レンタスが運営し、2008年12月よりFC募集を開始。2013年8月1日現在、約1200店。
中古車を利用したレンタカー事業。主にガソリンスタンドがフランチャイズ(FC)運営することで、事務所・駐車場等の設備費、洗車・車両メンテナンス等の人件費を削減し、低価格でレンタカーを提供している。
株式会社レンタスは、株式会社MICとホームネットカーズ株式会社の関連会社であり、両社の主要取引先であるガソリンスタンド業界を中心としてフランチャイズ展開しているが、近年は自動車販売店、整備工場、カーショップなどの車関連事業者だけでなく、その他のロードサイド業態での運営例も増えている。2019年3月1日現在、一部FC店の利益率が悪く、離脱が相次いでいる。改善案として、2019年2月にパーフェクト補償制度が導入し、同年3月に、スマートフォンアプリ「ニコパス」の運営を開始し、WEBクレジット決済、会員情報登録により、支払いの手間が省け、来店から出発までの時間短縮を図る。

## 保有車両
車両は一部軽トラックを除きAT。一部貨物車両除きETCが標準装備されている。軽自動車やコンパクトカーからトラックなど8クラスの設定がある。
- Kクラス：排気量660cc以下の軽自動車

例：スズキ・ワゴンR　ダイハツ・ムーヴ等
- Sクラス：排気量1350cc以下のコンパクトカー

例：日産・キューブ　ホンダ・フィット等
- Gクラス：排気量1351cc以上のステーションワゴン、セダン

例：トヨタ・プリウス　日産・ステージア等
- SUVクラス：SUV(排気量問わず)

例：日産・エクストレイル　トヨタ・ハリアー等
- Fクラス：ワンボックス・ミニバン(排気量問わず)

例：トヨタ・ノア　日産・セレナ等
- T1クラス：軽トラック・軽ワンボックスバン

例：スバル・サンバー　スズキ・エブリイ等
- T2クラス：トラック・バン

例：いすゞ・エルフ　トヨタ・タウンエース等
- Vクラス（店舗オリジナル）

例： 輸入車・キャンピングカー等
レンタカーではあまり出回らない車も存在する。例として、ダイハツ・ムーヴのカスタムターボや、トヨタ・カルディナのターボモデルのGT-Tなどがある。

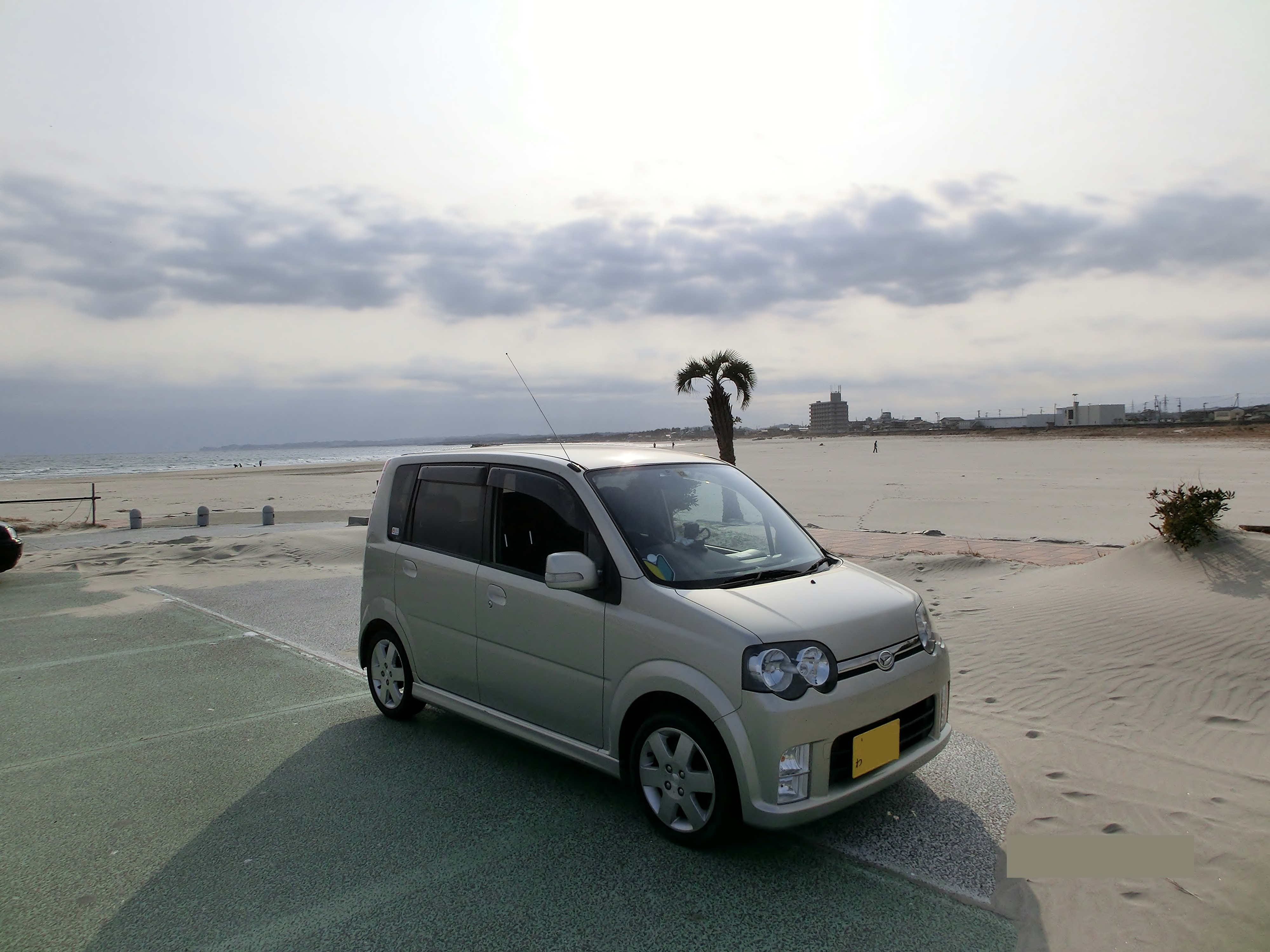
ムーヴカスタムＲリミテッドターボ（神奈川・寒川大曲店車両）

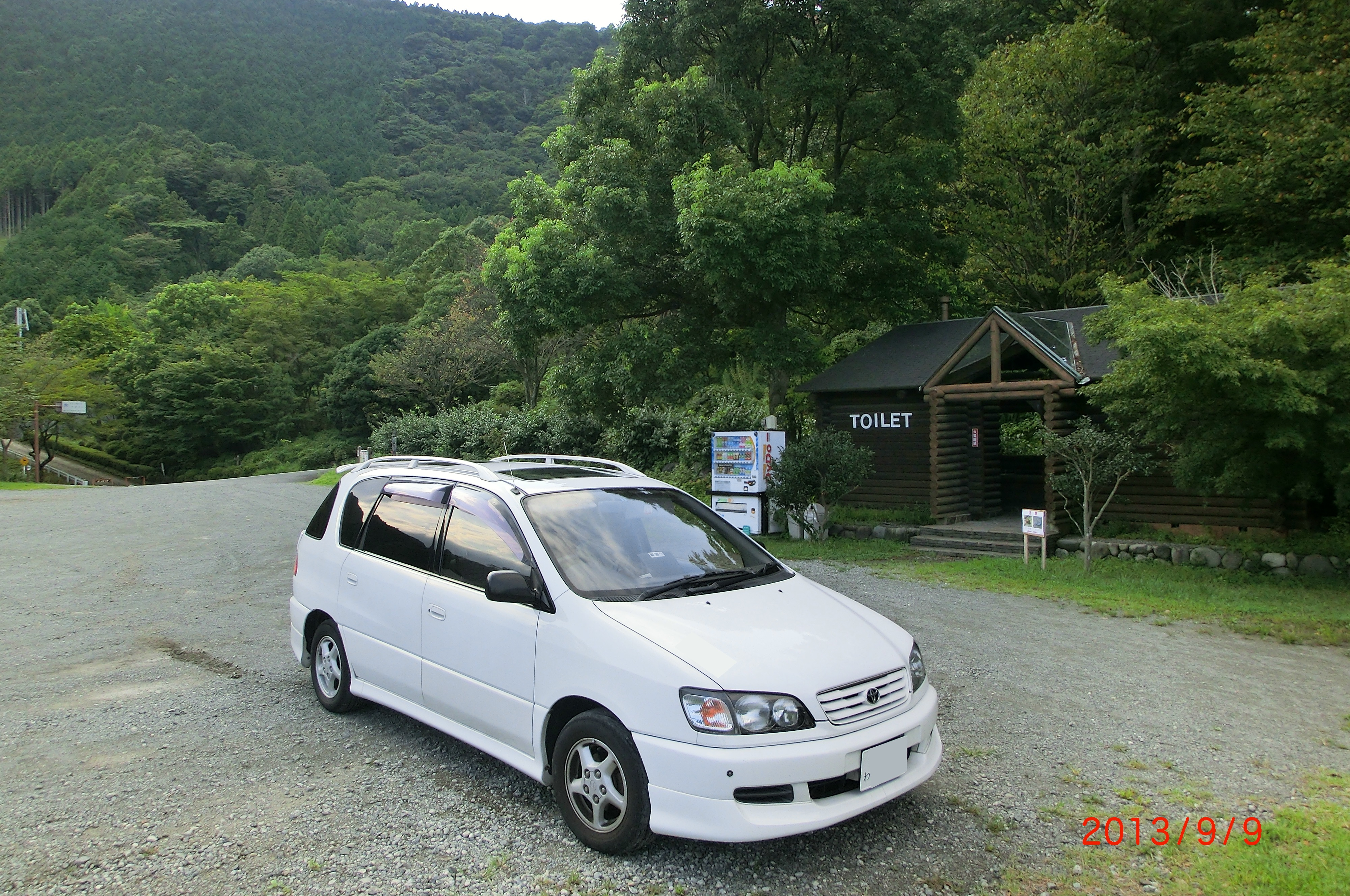
トヨタ・イプサム　エアロツーリング（神奈川・戸塚車両）